# 34号美国国道
34号美国国道（英語：U.S. Route 34）是一条东西方向的美国国道。该公路连接了伊利诺伊州库克县和科罗拉多州格兰比，全长1,122英里。